# Manfred Mann's Earth Band
Manfred Mann's Earth Band — британський джаз-рок гурт, утворений 1971 року колишнім лідером популярного у шістдесятих роках гурту Manfred Mann — Манфредом Манном (Manfred Mann), справжнє ім'я Майкл Любовітц (Michael Lubowitz), 21.10.1940, Йоханнесбург, ПАР — клавішні. До складу гурту також увійшли: Мік Роджерс (Mick Rogers), 20.09.1946, Девернорт, Велика Британія — вокал, гітара; Колін Паттенден (Colin Pattenden) — бас-гітара, та Кріс Слейд (Chris Slade), 30.10.1946- ударні.

## Історія
Нову формацію Earth Band Менн вирішив створити саме у той момент, коли його відважна спроба піти у течії джаз-року в рамках гурту Manfred Mann (альбом Manfred Mann Chapter Three) хоч і виявилась творчо цікавою, але закінчилась повним фінансовим фіаско. Earth Band дебютували записом пісні «Please Mrs Henry» з репертуару Боба Ділана, а після поразки цього дебюту відразу запропонували твір Ренді Ньюмана «Living Without You», який також не викликав ентузіазму у слухачів. Проте надалі гурт поступово почав відшуковувати фанів саме серед тих слухачів, які не відносились до симпатиків проекту Chapter Three.
Лише третій лонгплей Earth Band «Messin» знайшов справжнє визнання і здобув безсумнівний успіх. Заглавний твір — довга, але дуже збуджуюча композиція — нагадувала досягнення Chapter Three, проте справжньою перлиною на цьому альбомі виявилася досконала інтерпретація під назвою «Joybringer» твору «Jupiter» з сюїти «Planets» Густава Холста. Саме цей твір 1973 року став у Великій Британії чималим хітом. Відтоді гурт розвивався повільно, проте здобув багато прихильників у Європі та Америці. Їх музика приховувала у собі вплив джазу, але у цілому відносно легко сприймалася. На черговому альбомі «Solar Fire» гурт запропонував ще одну обробку творів Боба Ділана — композицію «Father Of Night Father Of Day», записану з дійсно божественним хором.
1975 року своїх колег залишив Мік Роджерс, щоб утворити власну формацію Aviator. Змінив його екс-вокаліст гуртів Hillbury Walker та Central Park Reunion Kpic Томпсон (Chris Thompson), 9.03.1948, Нова Зеландія. Також новим учасником Earth Band став гітарист Дейв Флетт (Dave Flett). Новим складом гурт записує кавер-версію пісні Брюса Спрінгстіна «Blinded By The Light», яка потрапила на перше місце американського чарту та розійшлась у кількості двох мільйонів примірників. Також цей склад записав, без сумніву, найкращий альбом у кар'єрі гурту «The Roaring Silence». Надалі гурт зробив ще кілька хітів, серед яких, наприклад, були композиція Роббі Робертсона та Джона Саймона «Darey's On The Road Again» (1978), а також діланівські «You Angel You» та «Don't Kill It Carol» (обидві 1979 року). Дві останні записував вже новий склад Manfred Mann's Earth Band, де 1979 року разом з Менном, Томпсоном, Петом Кінгом (Pat King) — бас (він приєднався до гурту ще 1977 року) з'явились: екс-Gonzalez Стів Воллер (Steve Waller) — гітара, вокал з екс-Gun, East Of Eden та Wild Engels Джефф Бріттон (Geoff Britton), 1.08.1943-ударні.
1981 року відбулись чергові персональні зміни. Спочатку Бріттона змінив Джон Лінгвуд (John Lingwood), а під час студійної сесії до лонгплею «Chance» групу залишили Томпсон та Кінг, замість яких було запрошено Метта Ірвінга (Matt Irving) — бас.
Посвячення своїй батьківщині Менфред Менн зробив альбом «Somewhere In Africa» (1984), який знайшов теплий прийом у слухачів та критиків. Цей концептуальний лонгплей Менн записав разом з Лінгвудом, Ірвінгом, Воллером, а також Шоном Лейнгом (Shon Laing) — вокал та Крісом Томпсоном. 1984 року після довгого забуття музиканти повернулися на американські топ-аркуші разом з твором «Runner», де вокальну партію виконав Мік Роджерс, що також повернувся до гурту. Однак чергові пропозиції Earth Band — альбоми «Criminal Tango» та «Masque» — не користувались великим успіхом. Перший лонгплей був записаний без Ірвінга та Воллера (проте з Томпсоном), а другий — квартетом: Менн, Лінгвуд, Роджерс та Меггі Райдер (Maggie Ryder) — вокал.
19 серпня 1986 року Manfred Mann's Earth Band дали свій останній концерт у «The Old School Nouse» у місті Вокінг, Англія, а через п'ять років Менн повернувся на музичний ринок з новим проектом — «Plain Music».

## Дискографія
- 1972: Manfred Mann's Earth Band
- 1972: Glorifield Magnified
- 1973: Messin'
- 1973: Solar Fire
- 1974: The Good Earth
- 1975: Nighntingales & Bombers
- 1976: The Roaring Silence
- 1977: Manfred Mann's Earth Band 1971—1973
- 1977: The New Bronze Age
- 1978: Watch
- 1979: Angel Station
- 1980: Chance
- 1983: Somewhere In Africa
- 1984: Budapest
- 1986: Criminal Tango
- 1987: Masque
- 1991: 20 Years Of Manfred Mann's Earth Band. 1971—1991
- 1992: Manfred Mann's Earth Band (Set-Box)
- 1994: The Very Best Of Manfred Mann's Earth Band
- 1996: Best Of Manfred Mann's Earth Band.

### Kpic Томпсон
- 1986: The High Cost Of Living